# آرورا (گروه موسیقی الکترونیک)
آرورا ، که با نام آرورا یو کی نیز شناخته می‌شود، یک گروه موسیقی رقص الکترونیک بریتانیایی است که متشکل از نوازنده کیبورد/گیتاریست ساشا کالیسون (متولد ۱۴ نوامبر ۱۹۷۰) و نوازنده کیبورد دیگر سایمون گرینوی (متولد ۴ ژوئیه ۱۹۶۹) است.  پنج تا از تک‌آهنگ‌های آنها در جدول تک‌آهنگ‌های بریتانیا قرار گرفتند؛ بزرگترین موفقیت آنها بازخوانی آهنگ " جهان معمولی " از دورن دورن است که در رتبه پنجم قرار گرفت.

## آهنگ شناسی

### آلبوم ها
آورورا (2002) (برنامه ای در ایالات متحده به نام Dreaming تغییر داده شده است، به "Aurora UK" اعتبار داده شده است و شامل دو آهنگ اضافی، "Dreaming (LTI edit radio) " و "Ordinary World (radio mix) ")  است.)

### تک آهنگ ها
- "می شنوی که می گویی" (1999) - شماره 71 بریتانیا
- "دیگه از شما می خوانم" (برانه) (2000) - شماره 17 بریتانیا
- "دنیای عادی" (2000) - شماره 5 بریتانیا (در اصل توسط دوران دوران)
- "حلم" (2002) - شماره 24 بریتانیا
- "روزی که برای همیشه باران می بارید" (۲۰۰۲) - شماره ۲۹ بریتانیا
- "اگر می توانستید ذهنم را بخوانید" (2002)  (در اصل توسط گوردن لایفوت)
- "صناعی خوابنده" (2003) - AUS شماره 60  (اصل توسط تسمین آرچر)
- "زندگی واقعی" (2005)
- "پسر تابستانی" (2006) - شماره 82 بریتانیا (در اصل توسط تگزاس)
- "عشق قیامت" (2009) (در اصل توسط آلیسون مویت)